# فهرست مسافران ایرانی جنوبگان
این فهرست شامل مسافران ایرانی به قاره جنوبگان (قطب جنوب) می‌باشد.

## عبدالله امیدوار اولین مسافر ایرانی قاره جنوبگان در سال ۱۳۴۵
عیسی و عبداله امیدوار برادران جهانگرد ایرانی، اولین ایرانیانی هستند که به شکل تخصصی و حرفه‌ای، سفری تحقیقاتی را به مدت ده‌سال طی سال‌های ۱۳۳۳ تا ۱۳۴۳ به اقصی نقاط جهان ترتیب دادند.
به گفته عیسی امیدوار «سفر قطب جنوب در سال ۱۳۴۵ شمسی، زمانی که هر دو برادر در شیلی بودند، از بندر وال پارائیزو که نیروی دریایی شیلی نیز در آنجا مستقر می‌باشد، برای عبداله امیدوار میسر شده‌است. این بندر در فاصله حدود ۱۲۰ کیلومتری پایتخت شیلی (شهر سانتیاگو) قرار دارد.
عبداله امیدوار مدت دو ماه را در قطب جنوب به سر برد و در آن زمان به عنوان اولین مسافر آسیایی قطب جنوب، نام برده شد. محدودیت‌های موجود برای دسترسی به قطب جنوب باعث شد که برادران امیدوار قادر به سفر هوایی نباشند. کشور شیلی از کشورهایی است که در قطب جنوب دارای پایگاه تحقیقاتی است. مسئولین دولتی کشور شیلی پذیرفتند که با برادران امیدوار برای انجام این سفر همکاری نمایند. البته به دلیل هزینه‌های زیاد، فقط با اعزام یکی از برادران امیدوار موافقت شد و به این ترتیب عبداله امیدوار به وسیله ناوگان دریایی شیلی همراه با یک گروه علمی به قطب جنوب راه یافت.
در زمان این سفر (دهه ۴۰ شمسی) کسی موفق نشده بود که از هر دو قطب شمال و جنوب بازدید نمایند. عبداله امیدوار، حدود شش ماه در قطب شمال اقامت نموده و در مورد زندگی اسکیموها تحقیق نموده‌اند؛ بنابراین عبداله امیدوار اولین فردی است که هر دو قطب شمال و جنوب را دیده‌است و علی‌رغم گذشت بیش از ۴۰ سال از سفر او به هر دو قطب، شاید تا کنون نیز در این زمینه رکورددار باشد.»
با توجه به سفر عبداله امیدوار در سال ۱۳۴۵ به قطب جنوب، می‌توان گفت که عبداله امیدوار اولین مسافر آسیایی قطب جنوب است.
برادران امیدوار با اهدای برخی از عکس‌ها و یادگاری‌های سفر، در سال ۱۳۸۲موزه ای در مجموعه سعدآباد ترتیب داده‌اند و کتاب سفرنامه آنان نیز به چاپ پنجم رسیده‌است.

## سایر مسافران ایرانی قطب جنوب
نفر اول ۱۳۴۵ عبدالله امیدوار، اولین مسافر آسیایی قطب جنوب، اولین مسافری که هم قاره جنوبگان و هم قطب شمال را بازدید کرده‌است. پس از ۳۲ سال، در دی ماه ۱۳۷۷ خورشیدی، در پی سفر یک گروه تحقیقاتی هندی‌تبار و همراهی یک کارشناس ایرانی، پای محمد رضا شکری به قاره جنوبگان (قطب جنوب) رسید و پرچم ایران بر فراز قاره سفید به اهتزاز درآمد. این سفر ۹۹ روزه، برپایه تحقیقات و بررسی‌های علمی استوار بود و اعزام کارشناس ایرانی با هماهنگی مرکز ملی اقیانوس‌شناسی صورت گرفته بود.
پس از او، طی سفرهای کوتاه‌تر، سید مانی میرصادقی، با تکیه بر تجربه فیلمسازی خود، مجموعه مستندی از قطب جنوب تهیه کرد. همچنین حمید جدیری خداشناس و بابک امین تفرشی برای رصد کسوف در سال ۱۳۸۲ به جنوبگان سفر کردند. در دی‌ماه سال ۱۳۸۶ نیز این روند با سفر اولین زن ایرانی، شکل جدیدی به خود گرفته و نام آیرین شیوایی از فعالان عرصه نجوم نیز به فهرست مسافران ایرانی قطب جنوب اضافه شد.
همچنین طاهره جوهرچی به قصد گردشگری در بهمن ماه ۱۳۸۷ موفق به حضور در قطب جنوب شده‌است. در سال ۱۳۹۴ و در بهمن ماه دکتر حمید خسروجردی از فعالان جهانگردی نیز به صورت گردشگری به عنوان هشتمین ایرانی پا به جنوبگان گذاشت و خانم دکتر مریم نوایی در اسفند همان سال در قالب گردشگری نفر نهم ایرانیان وارد شده به جنوبگان بودند. سوگل خلخالیان در سال ۱۳۹۵ به جنوبگان سفر کرد. او می گوید ایران دسترسی مستقیم به قطب جنوب دارد. دکتر حامد پورخرسندی صوفیانی، دانشمند (زمین شناس و شهابسنگ شناس) ایرانی دانشگاه بروکسل که ژانویه و فوریه ۲۰۲۰ را در پلاتو (فلات) جنوبگان در منطقه یخی نانسن گذراند. دکتر سحر دهنوی دانشمند ایرانی دانشگاه هانوفر آلمان، در تحقیقات مشترک دانشگاه سانتیاگو شیلی و دانشگاه هانوفر آلمان، فوریه و مارچ ۲۰۲۰ را در جزایر پنینسولا جنوبگان گذراند.

## تاریخچه زمانی مسافران ایرانی قطب جنوب
1. عبدالله امیدوار سال ۱۳۴۵[۵] اولین مسافر آسیایی قطب جنوب، اولین مسافری که هم قطب جنوب و هم قطب شمال را بازدید کرده‌است.
2. محمد رضا شکری سال ۱۳۷۷[۶] سفر تحقیقاتی
3. سید مانی میرصادقی سال ۱۳۷۷[۷] مستندساز
4. حمید جدیری خداشناس سال ۱۳۸۲[۸] سفر مشترک برای رصد کسوف
5. بابک امین تفرشی سال ۱۳۸۲[۹] سفر مشترک برای رصد کسوف
6. آیرین شیوایی سال ۱۳۸۶[۳] اولین مسافر زن ایرانی جنوبگان به عنوان دانش‌آموز گردشگر
7. طاهره جوهرچی سال ۱۳۸۷[۱۰] دومین مسافر زن ایرانی قطب جنوب، اولین مسافر ایرانی گردشگر قطب جنوب، اولین مسافر زن ایرانی گردشگر قطب جنوب
8. حمید خسروجردی سال ۱۳۹۴[۱۱][۱۲] دومین مسافر ایرانی گردشگر قطب جنوب، اولین مسافر مرد ایرانی گردشگر قطب جنوب
9. مریم نوایی سال ۱۳۹۴[۱۳]
10. سوگل خلخالیان سال ۱۳۹۵[۱۴][۱۵][۱۶] سفر تفریحی
11. میرعلیرضا مهنا سال ۱۳۹۶[۱۷] اولین کوهنورد ایرانی در قطب جنوب
12. دکتر حامد پورخرسندی صوفیانی، زمین‌شناس و شهابسنگ‌شناس دانشگاه بروکسل، سال ۱۳۹۸[۱۸] سفر تحقیقاتی در ناحیه فلات (پلاتو) جنوبگان شرقی در منطقه نانسن به مدت دو ماه
13. دکتر سحر دهنوی سال ۱۳۹۸، دومین محقق زن ایرانی در قطب جنوب، مدت اقامت دو ماه
14. دکتر حامد پورخرسندی صوفیانی، زمین‌شناس و شهابسنگ‌شناس و عضو  هیئت علمی موسسه تحقیقاتی ملی فرانسه برای توسعه پایدار، سال ۱۴۰۳ سفر تحقیقاتی در کوهستان سور روندان و کوهستان بلژیکا در جنوبگان شرقی به مدت دو ماه